# Santo Domingo Petapa
Santo Domingo Petapa là một đô thị thuộc bang Oaxaca, México. Năm 2005, dân số của đô thị này là 7583 người.